# 사금석

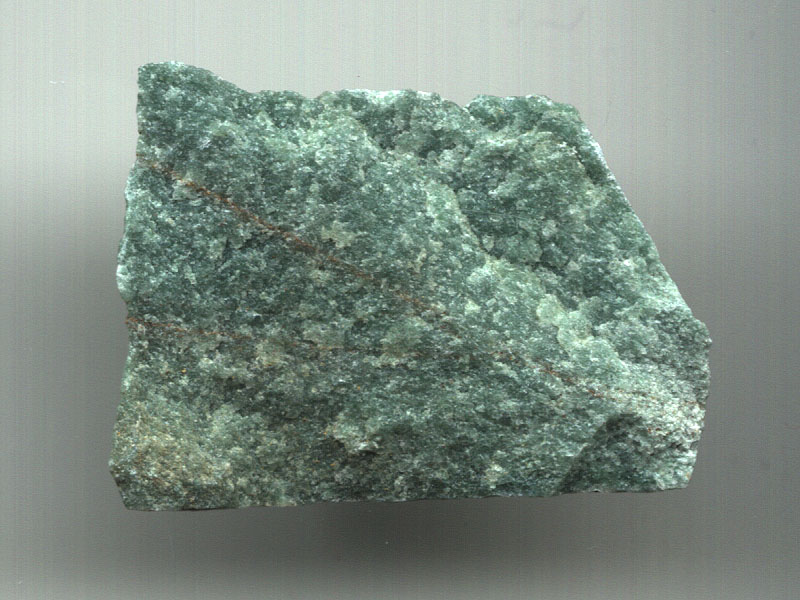
사금석은 조경용 석재, 건축용 석재, 수족관, 기념물 및 보석을 포함한 다양한 용도로 쓰인다.

사금석(砂金石)은 그 반투명도와 판상 광물 내포물이 존재하여 사금효과라고 불리는 반짝이는 효과를 주는 규암의 한 형태이다.

## 같이 보기
- 공작석
- 광물 목록
- 광학 현상
- 비취
- 취동광